# 粗茎鳞毛蕨
粗茎鳞毛蕨（学名：Dryopteris crassirhizoma）为鳞毛蕨科鳞毛蕨属下的一个种。其种加词“Crassirhizoma”意为“根状茎粗的”。

## 外部連結
- 綿馬貫眾 中藥材圖像數據庫  (香港浸會大學中醫藥學院) （中文）（英文）
- 綿馬貫眾 Mian Ma Guan Zhong （页面存档备份，存于） 中藥標本數據庫 (香港浸會大學中醫藥學院) （繁體中文）（英文）